# Стася Наперковська
Ста́ся Наперко́вська (фр. Stacia Napierkowska, повне ім'я — Рене Клара Ангела Елізабет Наперковська (фр. Renée Claire Angèle Elisabeth Napierkowski); 16 вересня 1891, Париж, Франція — 11 травня 1945, та же) — французька танцюристка та акторка епохи німого кіно. У період з 1908 до 1926 року знялася у 86 фільмах.

## Життєпис
Рене Клара Ангела Елізабет Наперковська народилася 16 вересня 1891 році в Парижі в родині вихідців з Польщі. Дебютувала як танцюристка в ревю «Фолі-Берже» (фр. Folies-Bergère). Згодом почала виступати на сцені Opéra Comique.
У 1908 році Наперковська дебютувала в німому кіно, знявшись у фільмі «Відбиток, або Червона рука» (фр. L'empreinte ou la main rouge). У 1911 році виконала роль Есмеральди в «Соборі Паризької Богоматері» Альбера Капеллані. Знімалася також у фільмах Луї Фейяда, Макса Ліндера, Жермен Дюлак та ін.
Як танцюристка Стася Наперковська мала чималий успіх у США, а в Італії — як «діва» в різних фільмах, поставлених під час війни. У 1913 році вона була заарештована в Нью-Йорку, оскільки її танець визнали непристойним. Після повернення до Франції Наперковська заявила в Нью-Йорк Таймс від 27 квітня 1913 року: «Дійсно, я не привезла жодної приємної згадки зі Сполучених Штатів» та «Які вони вузьколобі люди — які украй непроникні для будь-якого прекрасного враження!».
У 1921 році Наперковська виконала роль таємничої Антінеї у фентезійному фільмі «Атлантида», поставленому Жаком Фейдером за однойменним романом П'єра Бенуа. Її партнерами у фільмі були Жан Анжело та Жорж Мельхіор.
Стася Наперковська померла в Парижі 11 травня 1945 року. Похована на кладовищі Батіньйоль.

## Фільмографія (вибіркова)
| Рік  |    | Українська назва                    | Оригінальна назва                            | Роль                       |
| ---- | -- | ----------------------------------- | -------------------------------------------- | -------------------------- |
| 1908 | кф | Відбиток, або Червона рука          | L'empreinte ou La main rouge                 |                            |
| 1908 | кф | Пастка                              | L'assommoir                                  |                            |
| 1909 | кф | Шагренева шкіра                     | La peau de chagrin                           |                            |
| 1909 | кф | У Елладі                            | Dans l'Hellade                               |                            |
| 1909 | кф | Справа Жана Серваля                 | L'oeuvre de Jean Serval                      |                            |
| 1909 | кф | Дель Реббіо                         | Del Rebbio                                   |                            |
| 1909 | ф  | Лукреція Борджіа                    | Lucrèce Borgia                               |                            |
| 1909 | кф | Син могильника                      | Le fils du saltimbanque                      |                            |
| 1909 | ф  | Сон літньої ночі                    | Le songe d'une nuit d'été                    |                            |
| 1910 | кф | Клеопатра                           | Cléopâtre                                    | Le messager                |
| 1910 | кф | Каліостро, авантюрист, хімік і маг  | Cagliostro, aventurier, chimiste et magicien |                            |
| 1910 | кф | Макс і витік газу                   | Max et la fuite de gaz                       |                            |
| 1910 | кф | Семираміда                          | Sémiramis                                    | Семираміда                 |
| 1910 | кф | П'єро любить троянди                | Pierrot aime les roses                       |                            |
| 1910 | кф | Циган                               | La zingara                                   |                            |
| 1910 | кф | Камбоджійські танці                 | Danses cambodgiennes                         |                            |
| 1910 | ф  | Чарівність квітів                   | Le charme des fleurs                         |                            |
| 1910 | кф | Мессаліна                           | Messaline                                    |                            |
| 1910 | ф  | У часи фараонів                     | Au temps des pharaons                        |                            |
| 1910 | кф | Валтасарів бенкет                   | Le festin de Balthazar                       |                            |
| 1911 | кф | Співучасник                         | Le complice                                  |                            |
| 1911 | кф | Суперництво Сатани                  | Rival de Satan                               |                            |
| 1911 | кф | Собор Паризької Богоматері          | Notre-Dame de Paris                          | Есмеральда                 |
| 1911 | кф | Макс — законодавець мод             | Max lance la mode                            |                            |
| 1911 | кф | Трістан і Йсельт                    | Tristan et Yseult                            |                            |
| 1911 | кф | Танцівниця Шиви                     | La danseuse de Siva                          |                            |
| 1911 | кф | Трубка опіуму                       | La pipe d'opium                              |                            |
| 1912 | кф | Легенда про золоті тюльпани         | La légende des tulipes d'or                  |                            |
| 1912 | кф | Успіх престидижитації               | Max escamoteur                               |                            |
| 1912 | кф | Трагічне кохання Монни Лізи         | Le tragique amour de Mona Lisa               |                            |
| 1912 | кф | Неспокійна ніч                      | Une nuit agitée                              |                            |
| 1912 | кф | Кохання до дю Баррі                 | Un amour de la du Barry                      | Жанна дю Баррі             |
| 1912 | кф | Мілорд д'Арсуль                     | Milord l'Arsouille                           |                            |
| 1912 | кф | Мученики життя                      | Les Martyrs de la vie                        | Жанна                      |
| 1912 | ф  | Паризькі таємниці                   | Les mystères de Paris                        |                            |
| 1912 | кф | Диво квітів                         | Le miracle des fleurs                        | П'єро                      |
| 1912 | кф | Художник від любові                 | Max peintre par amour                        | Дочка пані Кабанеїль       |
| 1912 | кф | Уперте кохання                      | Amour tenace                                 | дівчина Рокдефера          |
| 1912 | кф | Медовий місяць в Іспанії            | Voyage de noces en Espagne                   |                            |
| 1912 | кф | Суперник Тартарена                  | Max émule de Tartarin                        |                            |
| 1912 | кф | Сердечна згода                      | Entente cordiale                             |                            |
| 1912 | кф | Макс прилипає                       | Max veut grandir                             |                            |
| 1912 | кф | Одруження по телефону               | Un mariage au téléphone                      | Мабель                     |
| 1912 | кф | Ненадійний                          | Le réprouvé                                  | Ґадлетта                   |
| 1912 | кф | Солодкий Ельзас                     | Douce Alsace                                 |                            |
| 1912 | ф  | Золота лихоманка                    | La fièvre de l'or                            |                            |
| 1913 | кф | Жокей від любові                    | Max jockey par amour                         |                            |
| 1913 | кф | Паризький роман                     | Un roman parisien                            |                            |
| 1913 | кф | Макс — тореадор                     | Max toréador                                 |                            |
| 1913 | ф  | Естер                               | Esther                                       | Естер                      |
| 1914 | кф | Весілля кохання                     | Le mariage de l'amour                        | Психея                     |
| 1914 | кф | Зірка генія                         | L'étoile du génie                            | Валері                     |
| 1915 | кф | Мама повертається                   | Il ritorno della mamma                       |                            |
| 1915 | кф | Привид щастя                        | Il fantasma della felicità                   |                            |
| 1915 | ф  | Розчарування П'єро                  | Il disinganno di Pierrot                     | П'єрро                     |
| 1915 | ф  | Вампіри                             | Les vampires                                 | Марфа Кутілофф (епізод II) |
| 1915 | кф | Вампіри: Перстень-вбивця            | Les vampires: La bague qui tue               | Марфа Кутілофф             |
| 1915 | кф | Мрія Якоба                          | Il sogno di Giacobbe                         |                            |
| 1915 | кф | Останній танець                     | L'ultima danza                               |                            |
| 1916 | ф  | Учень                               | La pupilla                                   | Єлена                      |
| 1916 | кф | Чиффонетта                          | Chiffonnette                                 | Чиффонетта                 |
| 1916 | кф | Це для сиріт                        | C'est pour les orphelins                     | вчителька                  |
| 1916 | кф | Донька Іродіяди                     | La figlia di Erodiade                        |                            |
| 1916 | кф | Серці і серця                       | Cuore e cuori                                |                            |
| 1916 | кф | Вплив світла                        | Effetti di luce                              |                            |
| 1917 | кф | Сабіна                              | Sabina                                       |                            |
| 1917 | кф | Конклав                             | Il conclave                                  |                            |
| 1917 | кф | Жертва                              | Le sacrifice                                 |                            |
| 1917 | кф | Друга дружина                       | La seconda moglie                            |                            |
| 1917 | ф  | Венера Віктрікс                     | Venus Victrix                                | Джалі                      |
| 1917 | ф  | Трагічний фінал імператора Калігули | La tragica fine di Caligula imperator        | Eglé                       |
| 1921 | ф  | Атлантида                           | L'Atlantide                                  | цариця Антінея             |
| 1926 | ф  | Колиска бога                        | Le berceau de dieu                           | Саломе                     |